# Expanzionizmus
Az expanzionizmus arra utal, hogy az államok nagyobb területet szereznek katonai birodalomépítés vagy gyarmatosítás révén..
A hódítások klasszikus korában a területi terjeszkedés erkölcsi indoklása egy másik, már létező államalakulat közvetlen kárára (amely gyakran kitelepítéssel, leigázással, rabszolgasággal, nemi erőszakkal és kivégzéssel nézett szembe) gyakran olyan bocsánatkérés nélküli volt, mint a „mert megtehetjük”, az erő teszi a jogot filozófiai alapon.
Ahogy a nemzetállamokról alkotott politikai elképzelések fejlődtek, különösen a kormányzottak eredendő jogaira való hivatkozással, egyre összetettebb indoklások születtek. Az államösszeomlás-anarchia, az újraegyesítés vagy a pánnacionalizmus néha az expanzionizmus igazolására és legitimálására szolgál, amikor a kifejezett cél az elvesztett területek visszahódítása vagy az ősi földek elfoglalása.
Ilyen jellegű életképes történelmi követelés hiányában a leendő expanzionisták ehelyett az ígéretes földek ideológiáit népszerűsíthetik (mint például a nyilvánvaló végzet vagy az Ígéret Földje formájában megjelenő vallási végzet), esetleg azzal az önérdekű pragmatizmussal árnyalva, hogy a kiszemelt területek végül úgyis a potenciális megszállóké lesznek.